# Le géographe a bu son globe (film)
Pour plus de détails, voir Fiche technique et Distribution.
Le géographe a bu son globe (Географ глобус пропил) est un film russe réalisé par Alexandre Veledinski, sorti en 2013.
C'est l'adaptation du roman du même nom d'Alexeï Ivanov. 

## Fiche technique
- Titre original : Географ глобус пропил
- Titre français : Le Géographe a bu son globe
- Réalisation : Alexandre Veledinski
- Scénario : Alexandre Veledinski et Rauf Kubayev d'après le roman d'Alexeï Ivanov
- Direction artistique : Vladimir Goudiline
- Costumes : Lyudmila Gaintseva
- Photographie : Vladimir Bachta
- Montage : Alexandre Veledinski et Tatyana Prilenskaya
- Musique : Alekseï Zubarev
- Pays d'origine : Russie
- Format : Couleurs - 35 mm
- Genre : aventure, drame
- Durée : 120 minutes
- Date de sortie :
  -  Russie : juin 2013 (Kinotavr 2013), 7 novembre 2013 (sortie nationale)

## Distribution
- Constantin Khabenski : Viktor Slujkine
- Elena Lyadova : Nadya
- Alexandre Robak : Maksim Budkin
- Evgenia Brik : Kira Valeryevna
- Anna Ukolova : Vetka
- Agrippina Steklova : Roza Borisovna
- Evgeniya Kregzhde : Sashenka
- Maksim Lagashkin : policier Kolesnikov
- Anfisa Chernykh : Masha Bolshakova
- Anastasiya Zolotko : Tata, la fille de Slujkine
- Victor Uzun : Headmaster

## Prix
- Kinotavr 2013 : Grand Prix[1].
- Festival du cinéma russe à Honfleur 2013 : Grand Prix de la Ville de Honfleur[2] et prix du meilleur rôle féminin (pour Elena Liadova).
- 27e cérémonie des Nika : meilleur film, meilleur réalisateur, meilleur acteur, meilleure actrice.